# Trombita
A trombita a nyugati zenében használt tölcséres fúvókájú, más néven rézfúvós hangszerek közül a legmagasabb hangú. Hangfekvése a kürt, a harsona és a tuba fölött van. Tágabb értelemben trombitának nevezünk minden olyan trombitaszerűen megszólaltatott egzotikus vagy népi fúvós hangszert, amelynek furata a trombitáéhoz hasonlóan szűk, túlnyomórészt hengerszerű.

## Leírása
A trombita egy változó keresztmetszetű, többszörösen meghajlított csőből áll, melynek egyik végén helyezkedik el a fúvóka, a másik vége tölcsérszerűen kiszélesedik – ezt hívják korpusznak. Anyaga sárgaréz, vagy más rézötvözet, bevonata lehet arany, ezüst vagy más ötvözet. A cső hosszának nagy részében cilindrikus, tehát azonos keresztmetszetű, menzúrája szűk, ennek köszönhetően fényes, érces a hangja. A tölcséres rész segít a hang sugárzásában, ugyanakkor a fafúvósoktól eltérően a hang képzésében is részt vesz. Három szelepe jellemzően nyomószelep, más néven piszton, ritkábban ventil, azaz forgószelep. Működtetésükkel a csőrezonátor hosszúsága változtatható oly módon, hogy abba különböző hosszúságú toldalék csődarabokat iktatnak be. A szelep nélküli trombita a natúrtrombita.
A B trombita teljes csőhossza 140 cm, ennek 21%-a a fúvóka rész, 29%-a hengeres cső, 50%-a a szélesedő, tölcséres szakasz. A szelepek 8,4 cm, 17,3 cm illetve 25,7 cm hosszúságú csődarabokat toldanak be.

## Fajtái
A leggyakoribb a B hangolású ún. B-trombita, de ezenkívül készítettek már trombitát C, D, Esz, E, F, G, A hangolásban is.
Zenekarokban kedvelt a C-trombita, melynek kisebb mérete folytán hangja még fényesebb, élénkebb, mint a B hangolásúé, és az előjegyzések figyelembevételekor mentes a transzponáló hangszerek hátrányaitól.
A piccolo trombita vagy régi nevén clarino egy szintén B hangolású, de igen kicsi trombita, hangja a normál trombitáénál egy oktávval magasabban szól. Rendszerint van egy negyedik szelepe is, amely egy tiszta kvarttal mélyíti a hangját.
Az F-trombita a normál trombitánál kvarttal mélyebb, a basszustrombitánál kvinttel magasabb hangon megszólaló változat, ami a XX. század első felében is még a B-trombitával egyenlő népszerűségnek örvendett. Használata ma egyre ritkább, csak a profi szimfonikus zenekarokra jellemző, elsősorban a romantikus zene megszólaltatására.
A basszustrombita hangfekvése oktávval mélyebb a normál trombitánál, a tenorharsonáénak felel meg, fúvókája is ahhoz hasonló, ezért rendszerint harsonások játszanak rajta.

## Megszólaltatása
A többi tölcséres fúvókájú hangszerhez hasonlóan a trombita elsődleges hangforrása a játékos fúvókához szorított, rezgésbe hozott ajkai között átpréselt levegő, amely a cső levegőoszlopának különböző rezgési módjait, rezonanciáit képes megszólaltatni. A szűk menzúra miatt e rezonanciasor alaphangja nem képezhető, csak a 2. – 12. (natúrtrombitán 4. – 16.) részhang. A natúrtrombitán kizárólag a felhangokból áll a hangkészlet, a szelepes trombitán viszont a kromatikus hangok is elérhetők a hangszer egész hangterjedelmében. A legtöbb szelepes rézfúvós hangszerhez hasonlóan az első szelep egy egészhanggal, a második félhanggal, a harmadik kisterccel mélyíti a hangszer alaphangját. Ezek kombinációi teszik lehetővé a felhangsor hangjai közötti űr kitöltését.
A trombita transzponáló hangszer, a leggyakoribb B trombita a kottához viszonyítva egy hanggal mélyebben szól.

## Története

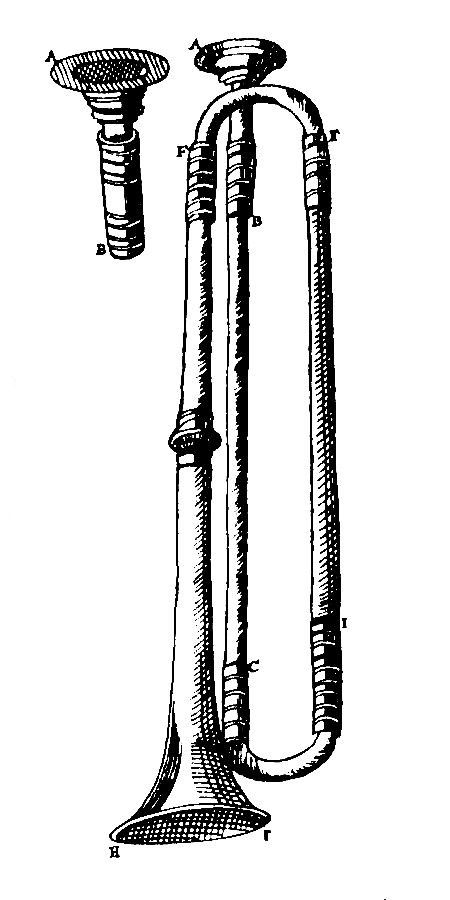
Trombita ábrázolása 1648-ból

Trombitaszerű hangszerek már az ókori Egyiptomban léteztek, a görög szalpinxet ugyanúgy a trombita ősének tekinthetjük, mint az etruszk buccinát. Az ókorban és a középkorban katonai hangszernek, jeladásra használták.
A vékony fémlemezből forrasztással, kalapálással, nyújtással előállított trombita a 10. században keletről, arab közvetítéssel érkezett Európába. A legkorábbi ilyen technológiával készült európai trombitaféle, a hosszú, egyenes busine közvetlen előképe az arab nafir lehetett. A trombita mai kétszeresen U alakban meghajlított formáját a 15. században nyerte el. Monteverdi Orfeojának nyitányában már valóságos zenei szerepet kapott. Ekkoriban jellemzően kb. 120 cm hosszú volt, D alaphangra készült, és kizárólag a felhangok megszólaltatása volt lehetséges rajta. A trombitások az üstdobosokkal közös céhekbe tömörültek, és elsősorban néhány hangból álló fanfárszerű, ünnepélyes dallamok, szignálok eljátszására specializálódtak a hangszer mélyebb, principálnak nevezett hangfekvésében.
A barokk korban kezdték a műzenébe bevonni, továbbra is szinte mindig üstdobok kíséretében. Kizárólag szólisztikus szerepet kapott, ünnepélyes, hősi karakterű művekben. A kor trombitásai rendkívüli virtuozitást értek el, különleges fúvókát használva akár a 20. felhangot is meg tudták szólaltatni, és a hangsorba hamisan illeszkedő részhangokat is képesek voltak a fúvás módjával úgy módosítani, hogy tisztán szóljanak. Ezt a fajta magas, briliáns trombitajátékot clarino-játéknak nevezik. J. S. Bach 2. brandenburgi versenyében találkozhatunk vele.
Bach több művében írt elő Tromba da Tirarsi-t, egy olyan trombitát, amelynek fúvókával ellátott vége teleszkópszerűen ki-be húzogatható, hogy tisztább intonációt tegyen lehetővé. Purcell műveiben találkozhatunk a Flatt trumpet-tel, amelynek a harsonához hasonló kettős tolócsöve volt. A 18. század folyamán a fafúvós hangszerek mintájára hanglyukakkal ellátott, billentyűs trombitával is kísérleteztek (Klappentrompete). Szelepekkel az 1830-as években szerelték fel, a kürttel egyidőben. Ekkortól vált teljes értékű, kromatikus hangszerré, de még el kellett telni néhány évtizednek, míg a zeneszerzők is megbarátkoztak ezzel a megoldással. Kezdetben mélyebb, F hangolású volt, a mai B és C trombita a 20. század elején vált általánossá.

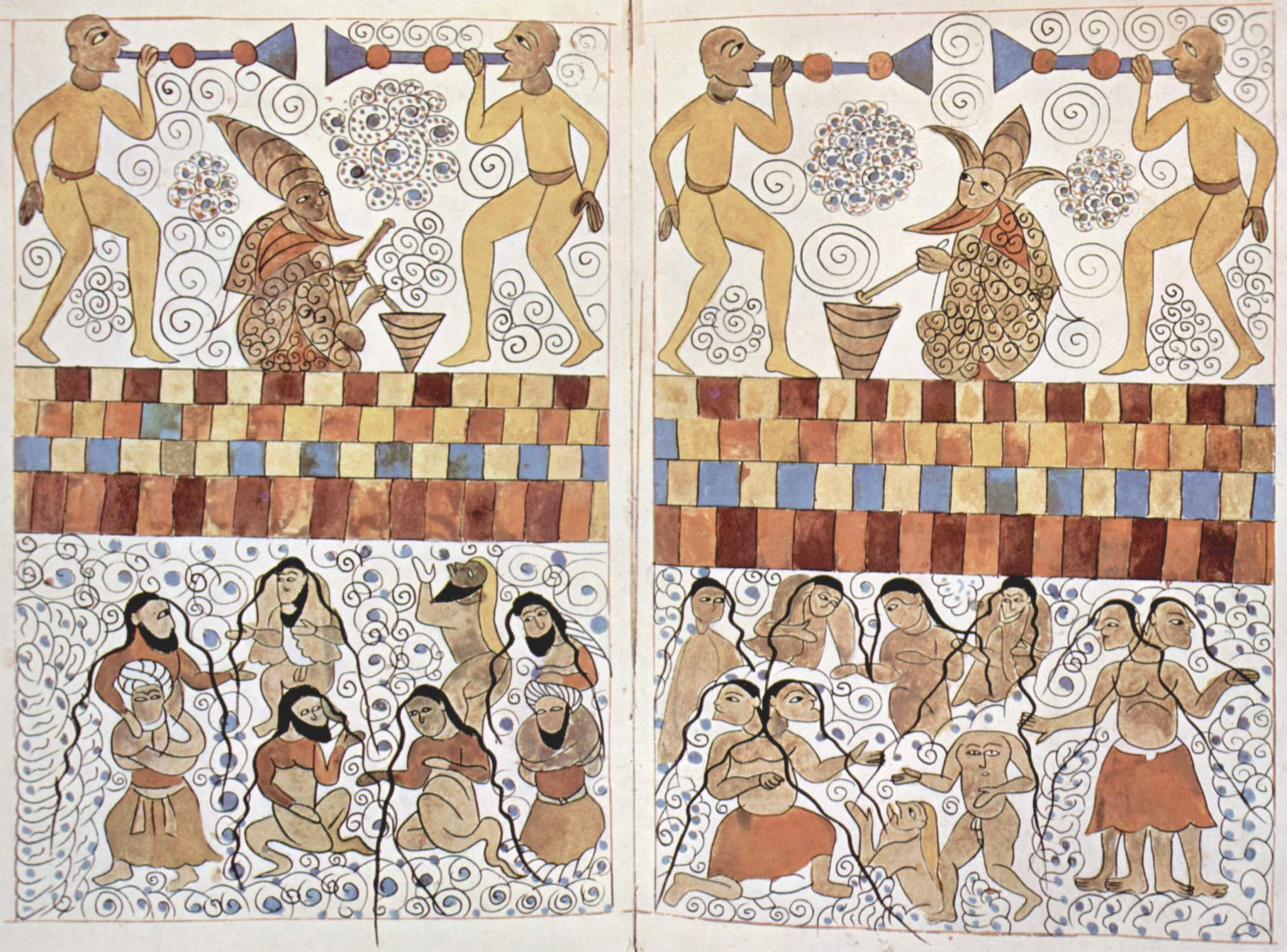
Arab nafir a 16. századból
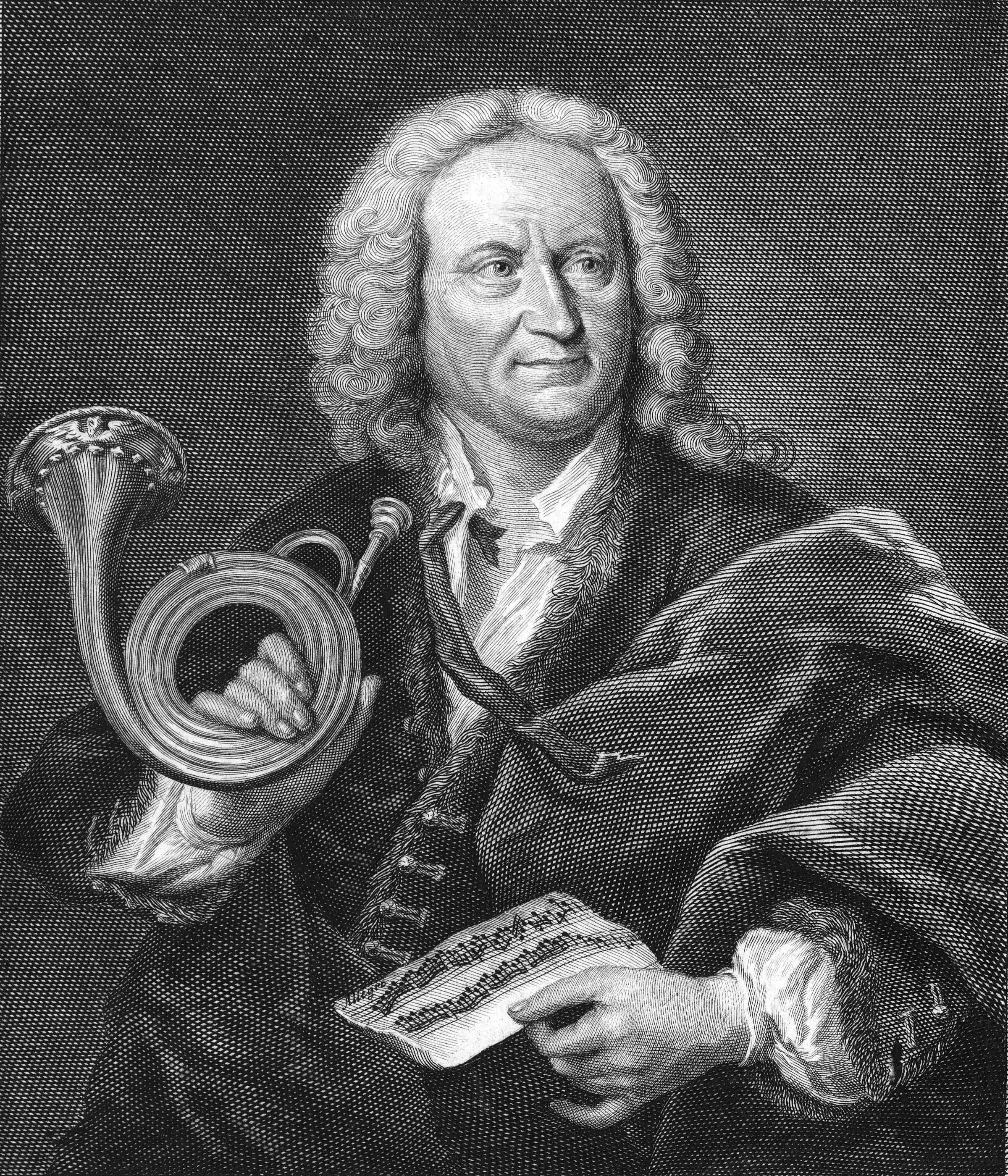
Gottfried Reiche, J. S. Bach trombitaműveinek tolmácsolója kör alakú vadásztrombitával
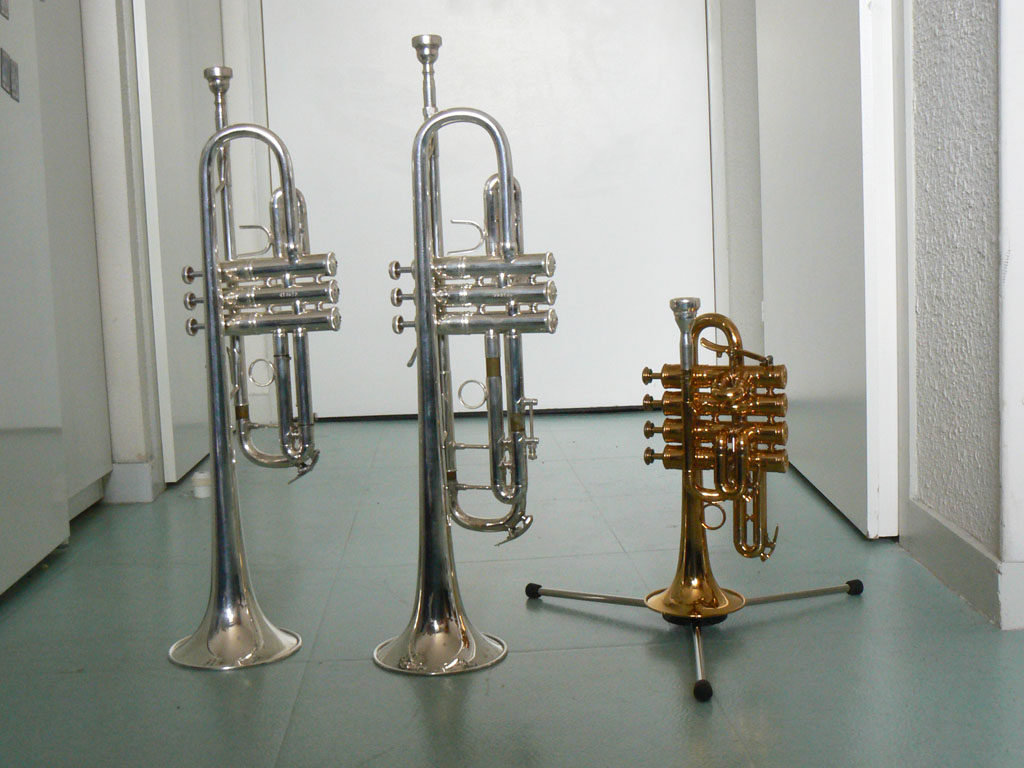
Modern C, B, piccolo trombiták
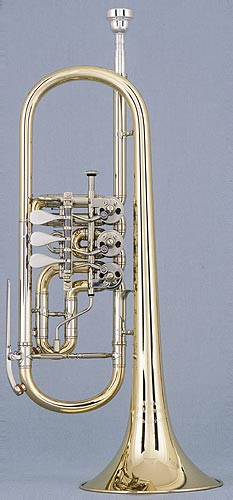
Német C trombita forgószelepekkel
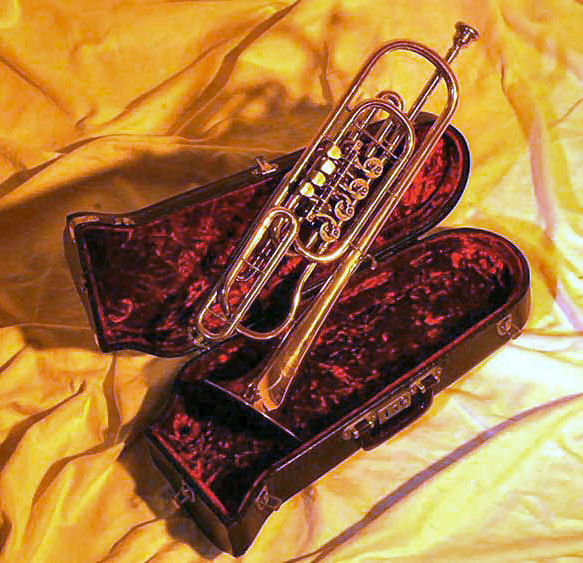
Basszustrombita forgószelepekkel, tokkal
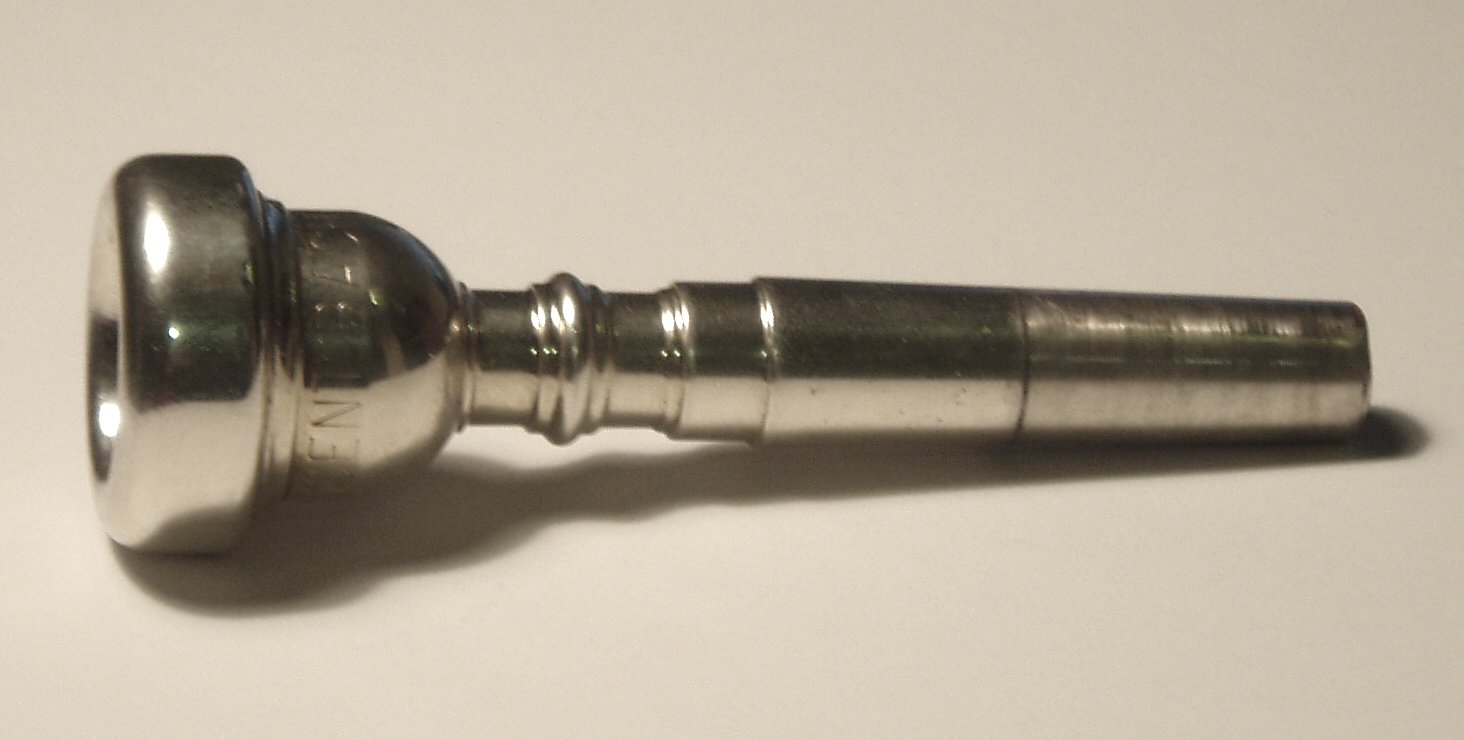
A trombita csésze alakú fúvókája
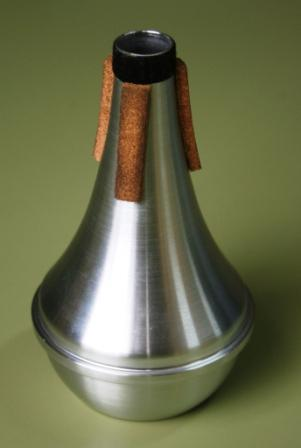
Trombita szordínója, hangtompítója

## Híres trombitaművek
- J. S. Bach: 2. brandenburgi verseny
- Joseph Haydn: Trombitaverseny
- Felix Mendelssohn Bartholdy: Trombitanyitány
- Henry Purcell: Trombitaszonáta
- Antonio Vivaldi: Versenymű két trombitára

## Trombitások
- Maurice André
- Louis Armstrong
- Miles Davis
- Geiger György
- Dizzy Gillespie
- Fats Navarro
- Gottfried Reiche (1667 – 1734)
- Arturo Sandoval
- Simai László
- Zsoldos Imre
- Boban Marković
- Chris Botti
- Fekete-Kovács Kornél
- Hámori János
- Chet Baker
- Tarkövi Gábor
- Velenczei Tamás
- Alison Balsom
- Håkan Hardenberger
- Pálfalvi Tamás
- Hans Gansch Archiválva 2019. október 3-i dátummal a Wayback Machine-ben
- Thomas Gansch
- Steiner Barnabás
- Bényei Tamás

## Külső hivatkozások
- Kornett – magyar trombitás magazin
- Személyes honlap a trombitáról (francia)